# Clunia
La Colonia Clunia Sulpicia era una ciudad romana situada entre las localidades de Coruña del Conde y Peñalba de Castro, en el sur de la provincia de Burgos (España). Se trató de una de las ciudades más importantes de la mitad norte de Hispania y fue la capital de un convento jurídico de la provincia Hispania Citerior Tarraconensis, el denominado Conventus Cluniensis. Clunia es un topónimo de origen arévaco.

## Contexto geográfico y comunicaciones
Clunia se sitúa en el Alto de Castro, un cerro que alcanza las 130 ha y supera los 1000 m s. n. m. Por su lado sur pasa el río Arandilla, afluente del cercano Duero. La zona domina una amplia comarca cultivable, lo que permitió la presencia en las cercanías de villas como la de Baños de Valdearados. Estaba situada en la vía que iba de Tarraco (Tarragona) a Asturica Augusta (Astorga), pasando por Caesaraugusta (Zaragoza), si bien se comunicaba por medio de otras vías secundarias con otras poblaciones de su entorno y de su convento jurídico.

## Fuentes literarias y epigráficas

Mapa de las calzadas romanas recogidas en el Itinerario de Antonino.

## Historia
Época celtibérica

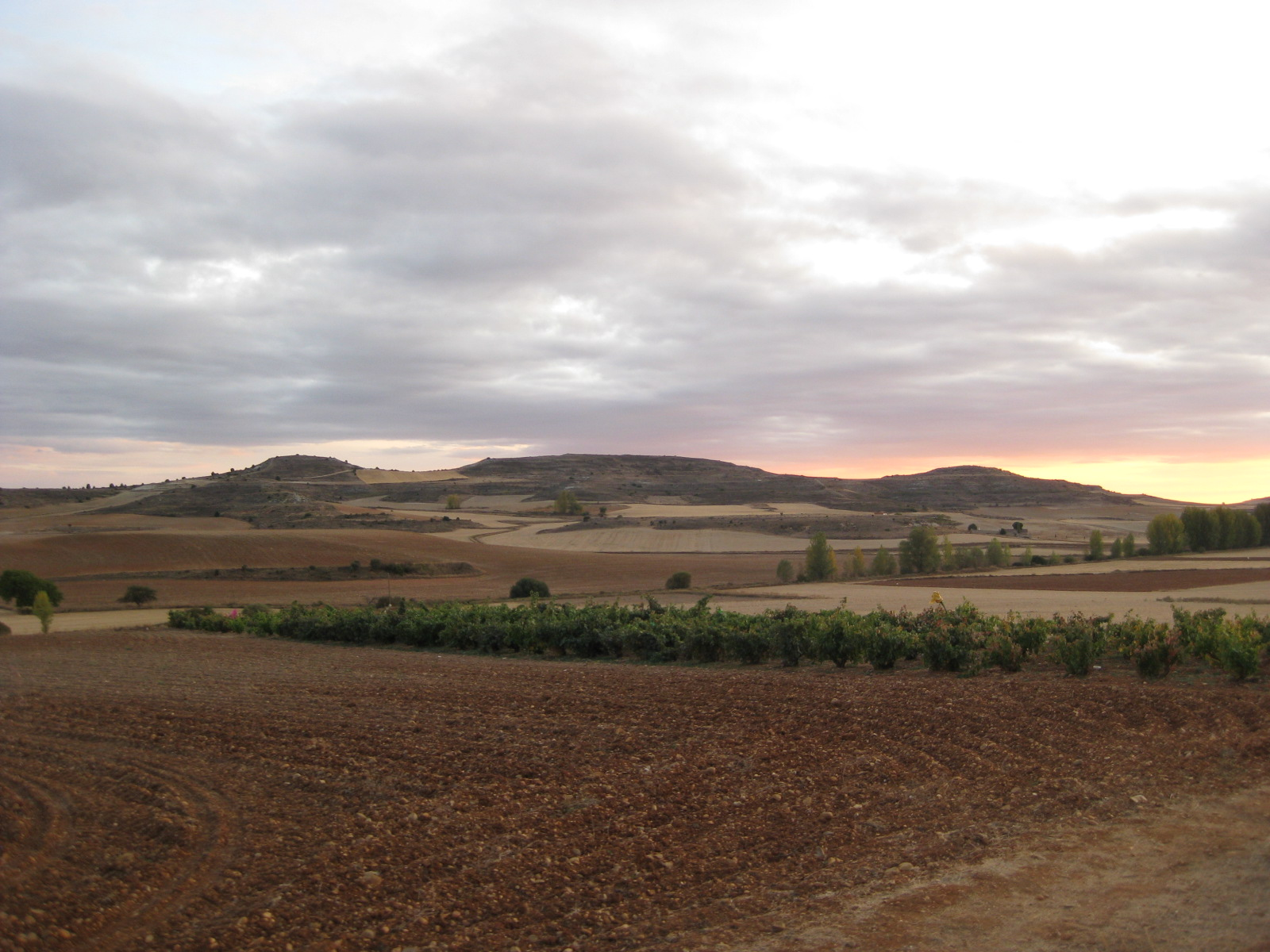
Vista de los altos Redondo, Salterio y El Cuerno, lugares donde se supone que se asentó la Clunia celtíbera, emplazados en el término de Quintanarraya.

La ciudad de Clunia se fundó en un cerro a poca distancia de un asentamiento celtíbero denominado Cluniaco o Kolounioukou, perteneciente a los arévacos, una tribu prerromana que pertenecía a la familia de los celtíberos.
En Clunia, el político y militar romano Quinto Sertorio resistió durante 20 años a Pompeyo, quien destruyó lo que existía de la ciudad en el año 72 a. C.
La fundación Julio-Claudia

Posible extensión de la Celtiberia.
arévacos
pelendones
berones
belos
tittos
lobetanos
lusones

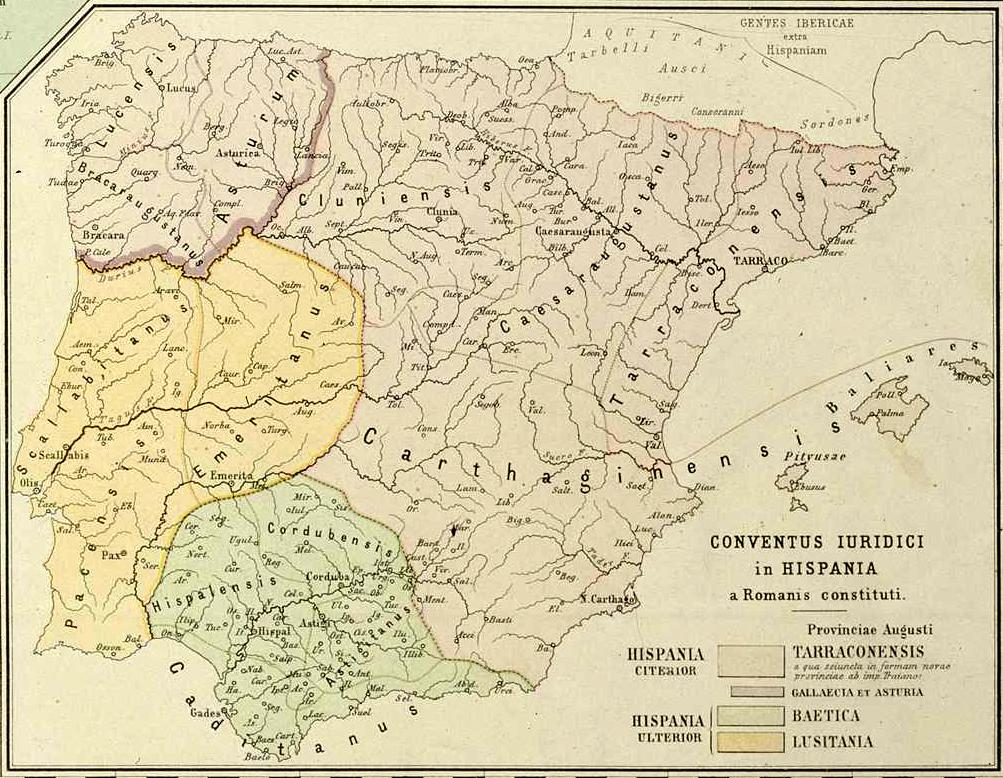
División administrativa en época romana, con Clunia enclavada en el Conventus Cluniensis.

La ciudad fue fundada ex novo en la época del emperador Tiberio, dentro de la provincia Hispania Citerior Tarraconensis. Primero se le concedió el rango de municipium, y emitió moneda fraccionaria, ases y dupondios, en las que aparecen los quattuorviri locales, quienes fueron encargados de su acuñación.
En algún momento entre los imperios de Tiberio y de Claudio I, fue sede de uno de los Legati Iuridici de la provincia Tarraconensis, convirtiéndose así en capital del conventus iuridicus Cluniensium.
Clunia y el emperador Galba
Clunia adquirió el rango de colonia romana y el epíteto de Sulpicia tras autoproclamarse emperador en ella el general Sulpicio Galba, quien se refugió aquí durante la revolución antineroniana; allí tuvo noticia de la muerte de Nerón y de que había sido elegido emperador (por ello algunos tratadistas añaden el epíteto de Galba al nombre de la ciudad). La cristalización del status de colonia se debió al emperador Vespasiano. En los días de Servio Sulpicio Galba, Clunia fue la capital del Imperio.
Clunia como centro administrativo
El esplendor de la ciudad romana de Clunia se extendió durante los siglos I y II de nuestra era, al igual que otras ciudades de la Meseta Norte de Hispania, como Asturica Augusta o Juliobriga, situadas en las provincias de León y Cantabria, respectivamente. Durante su máximo apogeo se calcula que la ciudad de Clunia llegó a tener alrededor de 30 000 habitantes.[cita requerida] La economía de Clunia en el siglo I d. C. se basaba en la ganadería y la agricultura entre otros.
El final de la ciudad
Durante el siglo III se produce una despoblación paulatina del núcleo urbano, en relación con la crisis del siglo III y la incipiente decadencia del Imperio romano de Occidente. Resulta evidente la existencia de incursiones bárbaras en Clunia. De hecho, está constatado que, a finales del siglo III, la ciudad fue incendiada por pueblos bárbaros, en concreto, por los franco-alamanes. Esto contribuyó a la inexorable decadencia de la ciudad. No obstante, no parece que se diese una destrucción violenta y generalizada; en todo caso preludia el final de la influencia cultural romana en la ciudad de Clunia y su entorno.
En plena conquista de la Hispania visigoda por parte de los musulmanes, la ciudad y su entorno fueron conquistadas por las tropas del general bereber Ṭāriq ibn Ziyād sobre el año 713. Más tarde, los cristianos la repoblaron en 912 y emplazaron su ciudad en el lugar que ocupa actualmente Coruña del Conde, localidad donde pueden contemplarse bastantes restos romanos procedentes de la ciudad de Clunia.
Con posterioridad, se construyó la población de Peñalba de Castro que recibió la meseta del enclave de Clunia a cambio de agua en una época donde el valor del agua era mayor que los pocos restos aún no enterrados que quedaban de la abandonada ciudad romana.

## Historia de la investigación arqueológica
A pesar de que las ruinas de Clunia han llamado la atención de los investigadores desde el siglo XVI, no se han producido excavaciones sistemáticas hasta el siglo XX.
Desde la Edad Media, Clunia ha servido como cantera de bloques de piedra y elementos decorativos para construcciones, tanto nobles, como por ejemplo el castillo de Coruña del Conde, como para viviendas de los pueblos cercanos. Debido a ello, las ruinas de la ciudad han sufrido lentamente el saqueo, y cada vez que se llevaban a cabo excavaciones la expoliación seguía a estas. En 1788, el canónigo Juan Loperráez Corvalán publicó un plano de las ruinas en el que todavía aparecían el trazado de calles y plazas, con sus muros y columnas, y los restos de murallas.
La excavación de forma sistemática comenzó en 1915 y 1916, bajo la dirección de Ignacio Calvo, que publicó una Memoria Oficial de los trabajos. Excavó en las mejores zonas de la ciudad hallando buen número de restos, y después de sus investigaciones dio por agotado el yacimiento por lo que lo abandonó. Los bloques que descubrió fueron sacados de las ruinas por campesinos, lo que dio lugar a una nueva destrucción de la ciudad.
Tales hechos acabaron con la llegada de Blas Taracena, que llevó a cabo la excavación de lo que él llamó el «gran palacio» y que hoy se conoce como «casa número 1» o «casa Taracena». Su hallazgo fue suficientemente importante y desde entonces, 1931-1934, las ruinas comenzaron a tomar relevancia. Su protección quedó fijada al declararse Monumento Nacional con un guarda que evitaría los saqueos. La interrupción de las investigaciones debido a la Guerra Civil y a la muerte, en 1951, de Blas Taracena, dejaron los trabajos interrumpidos hasta su reanudación en 1958 por el profesor Pedro de Palol, y han continuado hasta hoy bajo la dirección de diversos equipos.

## Restos arqueológicos

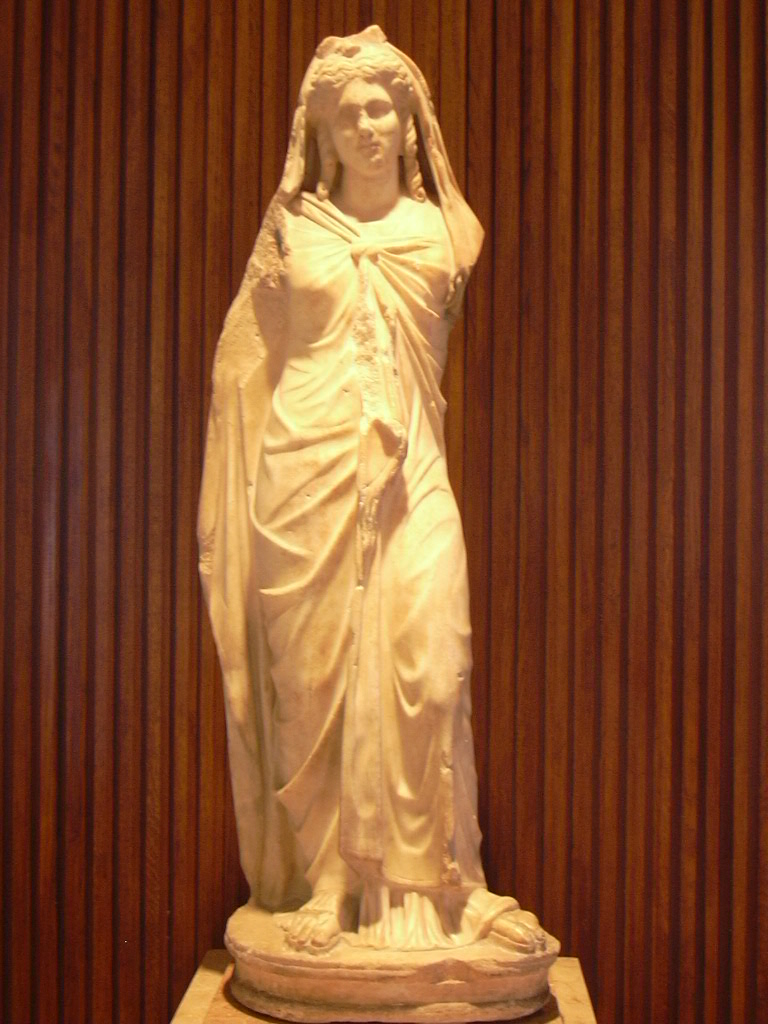
Estatua de Isis, procedente de Clunia, conservada en el Museo de Burgos.

Clunia constituye un enclave arqueológico de excepcional interés en el conjunto de la península ibérica. Este interés viene determinado por su morfología urbana y por la secuencia cultural de los hallazgos que proporciona. Además, sus ruinas son de las más representativas de todas las que se han hallado de época romana en el Norte de la península ibérica.
Las excavaciones arqueológicas en el yacimiento comenzaron en 1915. Los trabajos se reanudaron en 1931 y 1958, y sacaron a la luz el pasado glorioso de una de las ciudades principales de Hispania cuya extensión —a juzgar por los trabajos de excavación arqueológica— rondaba las 120 hectáreas, por lo que se considera que fue una de las ciudades de mayor tamaño de toda la Hispania romana. Las excavaciones permitieron descubrir —tras siglos de ocultamiento— un teatro excavado en la roca, varias domus con mosaicos, calles, restos de las edificaciones del foro y una gran cloaca, así como importantes hallazgos escultóricos, como una efigie de Isis y un torso de Dioniso, que se conservan en el Museo Arqueológico Nacional de Madrid y en el de Burgos, además de una gran cantidad de monedas, restos epigráficos, cerámica romana como la terra sigillata, vidrios, objetos de bronce, etc.

### Arquitectura civil
Como sucede en toda ciudad, la mayor parte del espacio construido en Clunia estaba ocupada por viviendas. Las excavaciones arqueológicas han permitido conocer la evolución del urbanismo civil y comprobar algunas de sus edificaciones y rasgos más característicos.
El foro

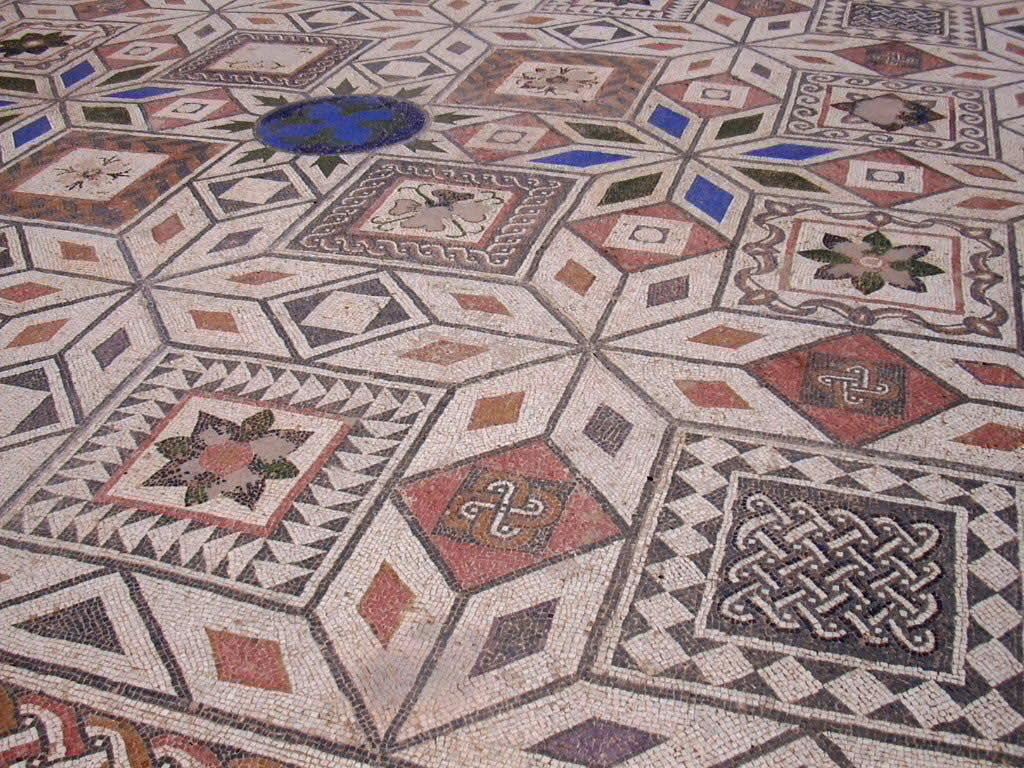
Mosaico de la domus del foro.

Se sitúa en el centro de la ciudad, donde se cruzaban el Cardus Maximus y el Decumanus Maximus. En el foro se desarrollaron las actividades políticas, comerciales, judiciales y religiosas propias del municipio, pero también las ligadas al hecho de que Clunia fuera la capital de un convento jurídico.
Su planta es rectangular y mide 160 m de longitud por 115 de anchura. Contó con un templo dedicado a Júpiter y un espacio religioso en su lado sur, una basílica en su lado norte y tabernas y espacios porticados en los laterales.
El edificio flavio
Se trata de un edificio monumental de planta rectangular con frente en semicírculo y acceso porticado de funcionalidad desconocida. Se encuentra adyacente al foro y sobre él se edificó en el siglo XVII una sencilla ermita, que dañó los yacimientos.
Las termas de Los Arcos
Las llamadas termas de Los Arcos son en realidad dos conjuntos termales independientes. Los Arcos I es de grandes dimensiones y está cubierto de mosaicos algo más simples que los de las casas del foro. También aquí es bien visible el sistema de calefacción de las distintas dependencias termales, el hipocausto. Las dimensiones del conjunto de Los Arcos II son más modestas.
Las termas del foro
Se encuentran junto a la casa 3, con acceso desde el Cardo. Su actividad termal parece cesar en el siglo III.
El teatro

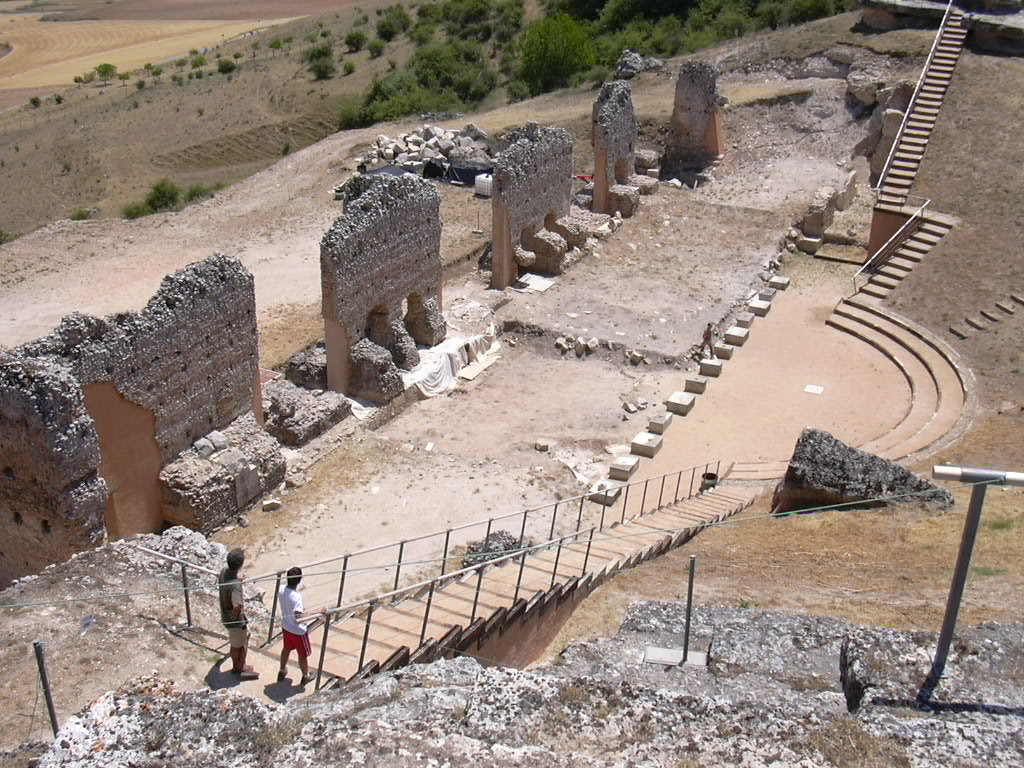
Vista parcial del teatro.

El resto más significativo es el teatro, excavado parcialmente en la roca y que tuvo capacidad para 10 000 espectadores, lo que le convertía en uno de los mayores de su época en Hispania. Tenía la finalidad de servir para la interpretación de actos teatrales del periodo clásico. Su recuperación ha sido merecedora del premio en la sección de Restauración y rehabilitación otorgado por los Premios bianuales de Arquitectura de Castilla y León de 2004-2005.
La cueva Román y el sistema de abastecimiento de agua
En el subsuelo de la ciudad, no visitables por su fragilidad, son muy interesantes los sistemas de abastecimiento de agua. Están formados por varios aljibes con sus correspondientes canalizaciones de toma de agua, construidos aprovechando las grutas naturales que existen en subsuelo calcáreo del espigón sobre el que se levanta la ciudad. En su interior se ha hallado lo que se ha identificado como un santuario priápico.
Las Paradejas
Se trata de unos restos situados entre el foro y las termas de Los Arcos de función desconocida.

### Arquitectura doméstica
Llaman la atención los mosaicos, las habitaciones subterráneas y los sistemas de calefacción de algunas de las casas cercanas al foro.
Casa de Taracena o Casa 1
Casa de Cuevas Ciegas
Casa número 3
Casa triangular

## Las colecciones arqueológicas
Escultura
Mosaicos
La moneda
Cerámica y otros objetos